# 立陶宛在歐洲青少年歌唱大賽之歷年表現
立陶宛在歐洲青少年歌唱大賽的參賽歷史始於在荷蘭鹿特丹舉辦的2007年第五屆歐洲青少年歌唱大賽，到2011年最近一次參賽為止已參加了4次大賽。歐洲廣播聯盟（EBU）正式會員立陶宛國家廣播電視台（LRT）負責該國的選拔與參賽事宜。

## 歷史
立陶宛以選秀節目《Mažųjų žvaigždžių ringas》作為他們的國家選拔賽，開放給10~15歲的青少年以自行創作的歌曲參加。第一位為立陶宛出賽的代表理娜·喬伊（Lina Joy，本名為理娜·尤雷維喬特 / Lina Jurevičiūtė）和她的歌曲〈當城鎮沉睡時〉在17國的選手中以收穫33分排名第13名。 隔年的立陶宛代表愛格·捷爾戈泰以她的歌曲〈快樂的日子〉拿下了季軍，是立陶宛至今最好的成績。
2009年，LRT因財政問題而撤賽，但很快就在隔年回歸。回歸後立陶宛陸續送出巴爾塔斯（Bartas，本名為諾亞·巴爾塔斯卡 / Nojus Bartaška）和保琳娜·斯克拉比特（Paulina Skrabytė）參賽，兩人皆以前十名內收場。2012年，立陶宛因不明原因而退出大賽，截至2022年，立陶宛都尚未回歸參賽。

## 參賽者

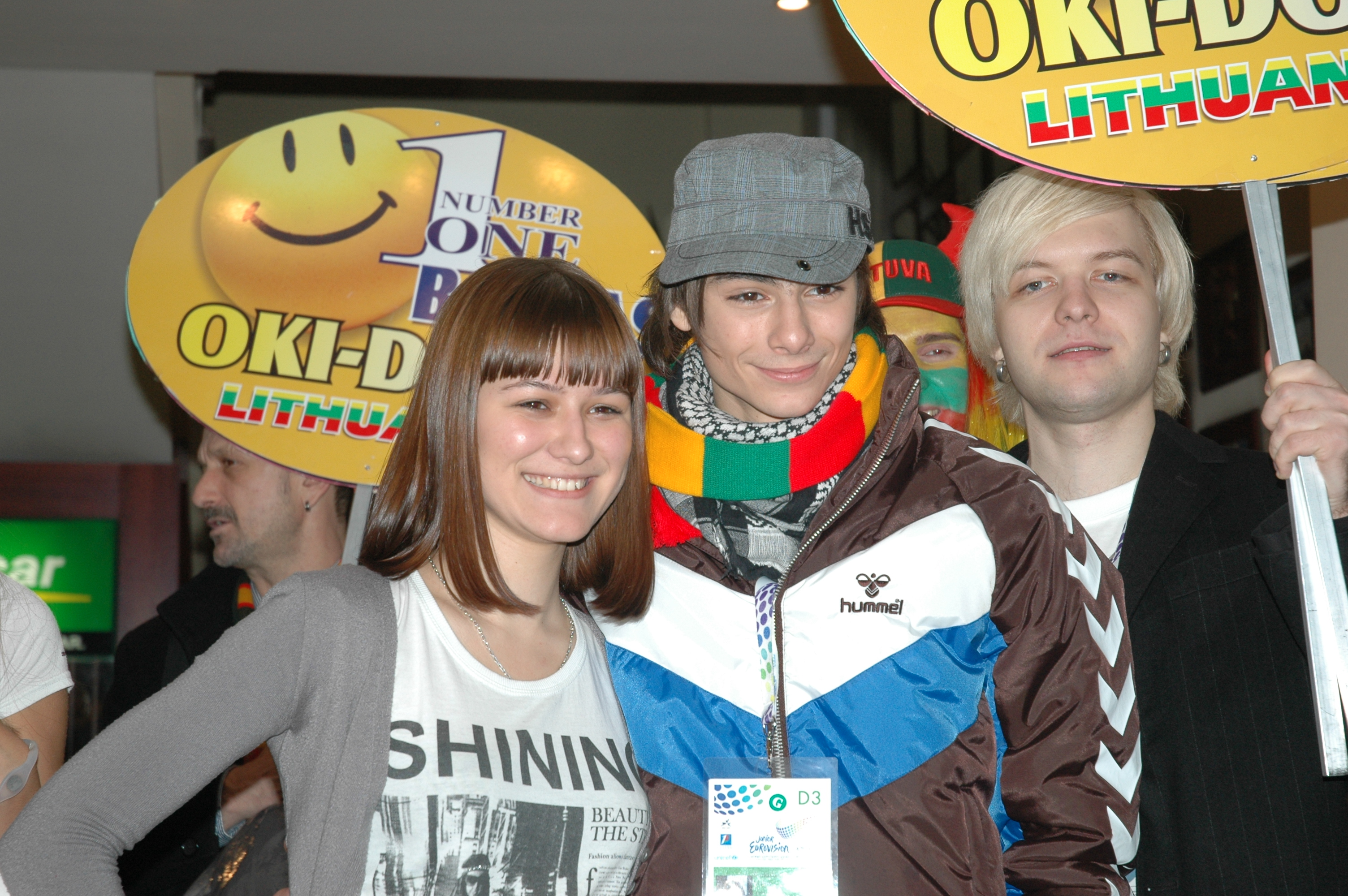
2010年歐洲青少年歌唱大賽的立陶宛參賽代表巴爾塔斯。

以下參賽歌手/團體以及歌曲的中文名稱皆非官方中譯。
| 3 | 季軍 |

| 年份          | 參賽選手                           | 歌曲                                      | 語言     | 排名     | 得分     |
| ------------- | ---------------------------------- | ----------------------------------------- | -------- | -------- | -------- |
| 2007年        | 理娜·喬伊 Lina Joy                 | 〈當城鎮沉睡時〉 〈Kai miestas snaudžia〉 | 立陶宛语 | 13       | 33       |
| 2008年        | 愛格·捷爾戈泰 Eglė Jurgaitytė      | 〈快樂的日子〉 〈Laiminga diena〉         | 立陶宛語 | 3        | 103      |
| 2009年        | 沒有參賽                           | 沒有參賽                                  | 沒有參賽 | 沒有參賽 | 沒有參賽 |
| 2010年        | 巴爾塔斯 Bartas                    | 〈好喔〉 〈Oki Doki〉                     | 立陶宛語 | 6        | 67       |
| 2011年        | 保琳娜·斯克拉比特 Paulina Skrabytė | 〈雲朵〉 〈Debesys〉                      | 立陶宛語 | 10       | 53       |
| 2012年–2024年 | 沒有參賽                           | 沒有參賽                                  | 沒有參賽 | 沒有參賽 | 沒有參賽 |

## 評論員與唱票員
大賽透過官方網站junioreurovision.tv和YouTube在網路上向全世界進行轉播。2015年大賽在官網上的轉播甚至有官網總編路克·費雪（Luke Fisher）和保加利亞2011年歐洲青少年歌唱大賽代表伊凡·伊萬諾夫以英語擔任評論員。LRT每次參賽也會派出自己的評論員去大賽現場來提供國內觀眾立陶宛语解說，同時也會派出一位唱票員來宣讀立陶宛的給分。下表列出自2007年LRT派出的評論員與唱票員。
| 年份          | 放送頻道       | 評論員              | 唱票員                                               | 資料        |
| ------------- | -------------- | ------------------- | ---------------------------------------------------- | ----------- |
| 2007年        | LTV            | 大流士·烏茲庫拉提斯 | 因卓·格利克瑟萊特（Indrė Grikšelytė）                |             |
| 2008年        | LTV            | 大流士·烏茲庫拉提斯 | 理娜·喬伊                                            |             |
| 2009年        | 沒有轉播       | 沒有轉播            | 沒有參賽                                             |             |
| 2010年        | LTV            | 大流士·烏茲庫拉提斯 | 貝爾納達斯·加爾巴喬斯卡斯（Bernardas Garbačiauskas） |             |
| 2011年        | LTV            | 大流士·烏茲庫拉提斯 | 多米尼克斯·茲維爾布利斯（Dominykas Žvirblis）        | [ 3 ]       |
| 2012年–2018年 | 沒有轉播       | 沒有轉播            | 沒有參賽                                             |             |
| 2019年        | TVP Wilno      | 阿圖爾·歐熱赫       | 沒有參賽                                             | [ 4 ]       |
| 2020年        | TVP Wilno      | 阿圖爾·歐熱赫       | 沒有參賽                                             | [ 5 ]       |
| 2021年–2022年 | 沒有轉播       | 沒有轉播            | 沒有參賽                                             |             |
| 2023年        | LRT televizija | 拉穆納斯·齊爾尼斯   | 沒有參賽                                             | [ 6 ] [ 7 ] |
| 2024年        | LRT Plius      | 拉穆納斯·齊爾尼斯   | 沒有參賽                                             | [ 8 ]       |